# Oberhenneborn
Oberhenneborn is een dorp in Noordrijn-Westfalen, gelegen op de plaats waar de beken Henne en Sachmecke samenvloeien. Het dorp ligt ongeveer 5 km ten noorden van Bad Fredeburg. Oberhenneborn heeft 398 inwoners (31 december 2005).
Oberhenneborn is gelegen aan de Landstraße L 914. Het ligt op een hoogte van 430 meter boven zeeniveau.
Het dorp behoort sinds de gemeentelijke herindeling van 1975 tot de stad Schmallenberg. Voor die tijd behoorde het tot de gemeente Rarbach.
Oberhenneborn wordt omgeven door de dorpen Altenilpe, Nierentrop, Kirchilpe, Niederhenneborn, Sögtrop, Kirchrarbach, Hanxleden, Föckinghausen, Sellmecke en Oberrarbach.

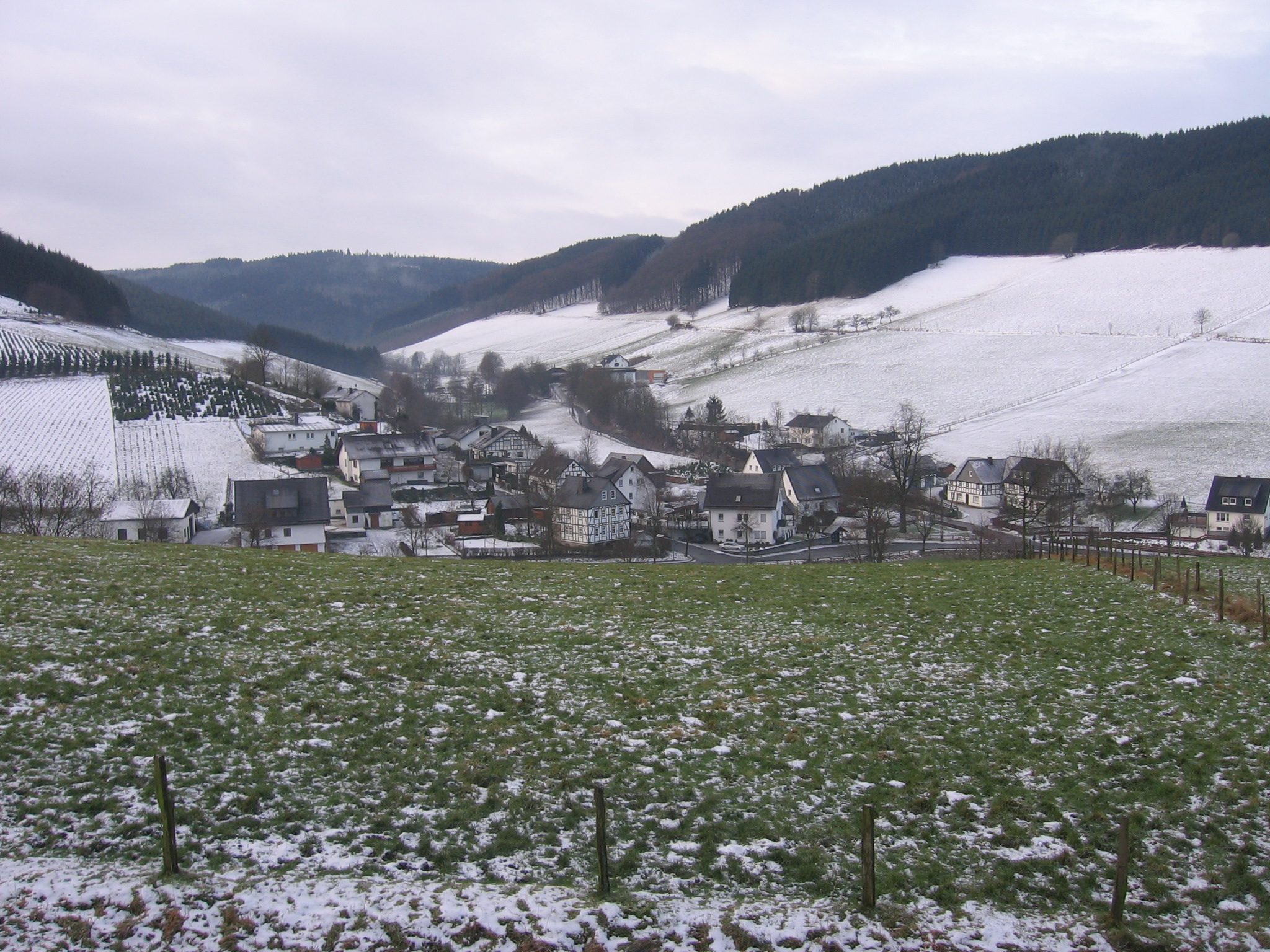
Het zuidelijke gedeelte van Oberhenneborn (Todesbruch)

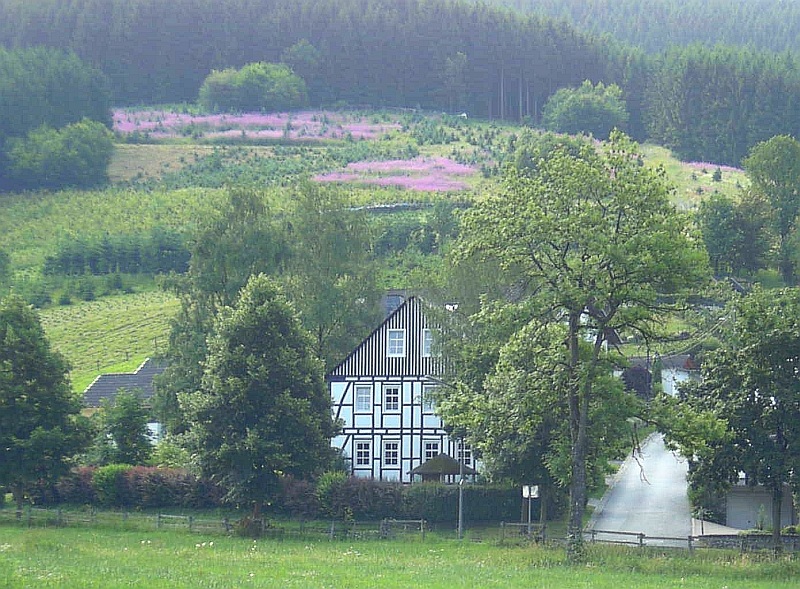
Oberhenneborn